# Distichophyllum cuspidatum
Distichophyllum cuspidatum är en bladmossart som beskrevs av Frans François Dozy och Molkenboer 1846. Distichophyllum cuspidatum ingår i släktet Distichophyllum och familjen Hookeriaceae. Inga underarter finns listade i Catalogue of Life.